# Csávoly
Csávoly (tyska: Tschawal, kroatiska: Čavolj) är en ort (by) i provinsen Bács-Kiskun i södra Ungern. Orten har 1 567 invånare (2024), på en yta av 47,42 km². Den ligger cirka 15 kilometer öster om Baja.

## Historia
Csávolys historia kan dras tillbaka till år 1198. Byn, under namnet Chayol-Thayal hade många föreståndare sedan 1374. Enligt turkiska taxeringslistor hade Csávoly 22 hus år 1580. Efter denna tid blev Csávoly förstörd och återuppbyggd flera gånger. Staden återföddes år 1734. Den första kyrkan konstruerades år 1740. Mellan år 1782 och 1784, efter ett förslag från biskopen av Kalocsa, bosatte sig 424 tyskar i orten från Soroksár och Hajós.

## Demografi
Csávoly är fortfarande en multinationell ort. Vid folkräkningen 2011 betecknade sig 87,6 % av invånarna som ungrare, 5,2 % som kroater och 3,6 % som tyskar.